# Yamana Gold
Yamana Gold Inc. est un producteur d’or canadien qui a débuté ses opérations en 2003 et qui compte plusieurs mines d’or en production, ainsi que des propriétés aurifères en développement, des propriétés d’exploration et des positions de terrain au Canada, au Brésil, au Chili et en Argentine.

## Histoire
Elle a commencé ses activités en 1980 sous le nom de Yamana Resources, le nom actuel étant utilisé depuis 2003.
Yamana a augmenté ses propriétés minières par l'acquisition de plusieurs autres compagnies d'or en 2006, en particulier Desert Sun et RNC Gold.
Yamana a acquis Meridian Gold et Northern Orion Resources en 2007 pour 4,8 milliards de dollars.
En décembre 2016, Yamana a annoncé la scission d’une portion de ses actifs brésiliens pour former Brio Gold[réf. nécessaire].
En avril 2019, Yamana annonce la vente de la mine de cuivre de Chapada au Brésil pour 1 milliard de dollars à Lundin Mining.
En novembre 2022, Yamana annonce sa vente à un consortium composé de Pan American Silver et de Mines Agnico Eagle pour 4,8 milliards de dollars américains.

## Activité
En 2018, Yamana a produit 940 619 onces d’or, 8,02 millions d’onces d’argent et 129 millions de livres de cuivre.  El Peñón, Canadian Malartic (50 %), Jacobina, Minera Florida, et la mine Cerro Moro où les opérations ont démarré au deuxième trimestre de 2018.

## Opérations minières
- Canada
  - Canadian Malartic (50%)
- Brazil
  - Chapada (vendu en 2019)
  - Jacobina
- Chile
  - El Peñón
  - Minera Florida
- Argentina
  - Cerro Moro